# Mątawy
Mątawy (niem. Montau) – wieś kociewska w Polsce położona w województwie kujawsko-pomorskim, w powiecie świeckim, w gminie Nowe. Wieś jest siedzibą sołectwa Mątawy. Według Narodowego Spisu Powszechnego (III 2011 r.) liczyła 374 mieszkańców. Jest szóstą co do wielkości miejscowością gminy Nowe.

## Historia
Wieś ulokował na prawie chełmińskim w latach 1372–1381 komtur Ulrych von Hachenberg. W 1568 na tych terenach osiedlili się mennonici (kontrakt osadniczy zawarł z nimi starosta rogoziński Jan Dulski). Drugi kontrakt zawarto w 1592. Mennonici mieli za zadanie zagospodarować obszary w dolinie Wisły, która dotąd często była zalewana przez rzekę. Osiedlali się oni na tych ziemiach na prawie holenderskim. Oznacza to, że mogli oni czerpać zyski z tytułu dzierżawy, ale bez prawa do własności ziemi i bez możliwości nabycia jej przez zasiedzenie. W 1854 powstał we wsi Związek Wałowy Niziny Sartowicko-Nowskiej. W latach 1874–1878 zrównano prawa mennonitów i pozostałych osób. Po 1945 wysiedlono ze wsi ludność niemiecką.
W latach 1975–1998 miejscowość administracyjnie należała do województwa bydgoskiego.

## Zabytki
W miejscowości znajduje się dawny kościół mennonicki z roku 1898, obecnie katolicki kościół Najświętszej Maryi Panny Królowej Polski.